# ステフィー・マヴィディディ
ステフィー・アルバロ・マヴィディディ（Stephy Alvaro Mavididi、1998年5月31日 - ）は、イングランド・ダービー出身のサッカー選手。EFLチャンピオンシップ・レスター・シティFC所属。ポジションはフォワード。

## 経歴
アーセナルFC下部組織出身であるがトップチームでの出場機会はないまま、2018年8月17日ユヴェントスのリザーブチームであるU-23ユヴェントスFCへ移籍した。
2019年4月13日、S.P.A.L.戦においてトップチームデビューを果たし、デビッド・プラット以来のイングランド人プレイヤーになった。
2019-2020シーズンにディジョンFCOへレンタル移籍すると、30試合に出場し8ゴール2アシストと結果を残した。
2020年7月2日、移籍金630万ユーロでモンペリエHSCへの移籍が発表された。加入直後から出場機会を得ると、在籍3年間で98試合に出場し21ゴール5アシストを記録した。
2023年7月31日、レスター・シティFCへ5年契約での移籍が発表された。ディジョン在籍時には、「いつかイングランドに帰ってプレーしたい」と願望を表明しており、5年ぶりのイングランド復帰となった。8月6日、シーズン開幕戦のコヴェントリー戦にてクラブデビューを果たす。8月12日、ハダースフィールド戦にてクラブ初ゴールを決めた。

## タイトル
レスター・シティ
- EFLチャンピオンシップ：2023-24